# Пфаффенгофен-ан-дер-Глонн
Пфаффенгофен-ан-дер-Глонн (нім. Pfaffenhofen an der Glonn) — громада в Німеччині, розташована в землі Баварія. Підпорядковується адміністративному округу Верхня Баварія. Входить до складу району Дахау. Складова частина об'єднання громад Одельцгаузен.
Площа — 20,90 км2. Населення становить 2305 ос. (станом на 31 грудня 2020).

## Галерея

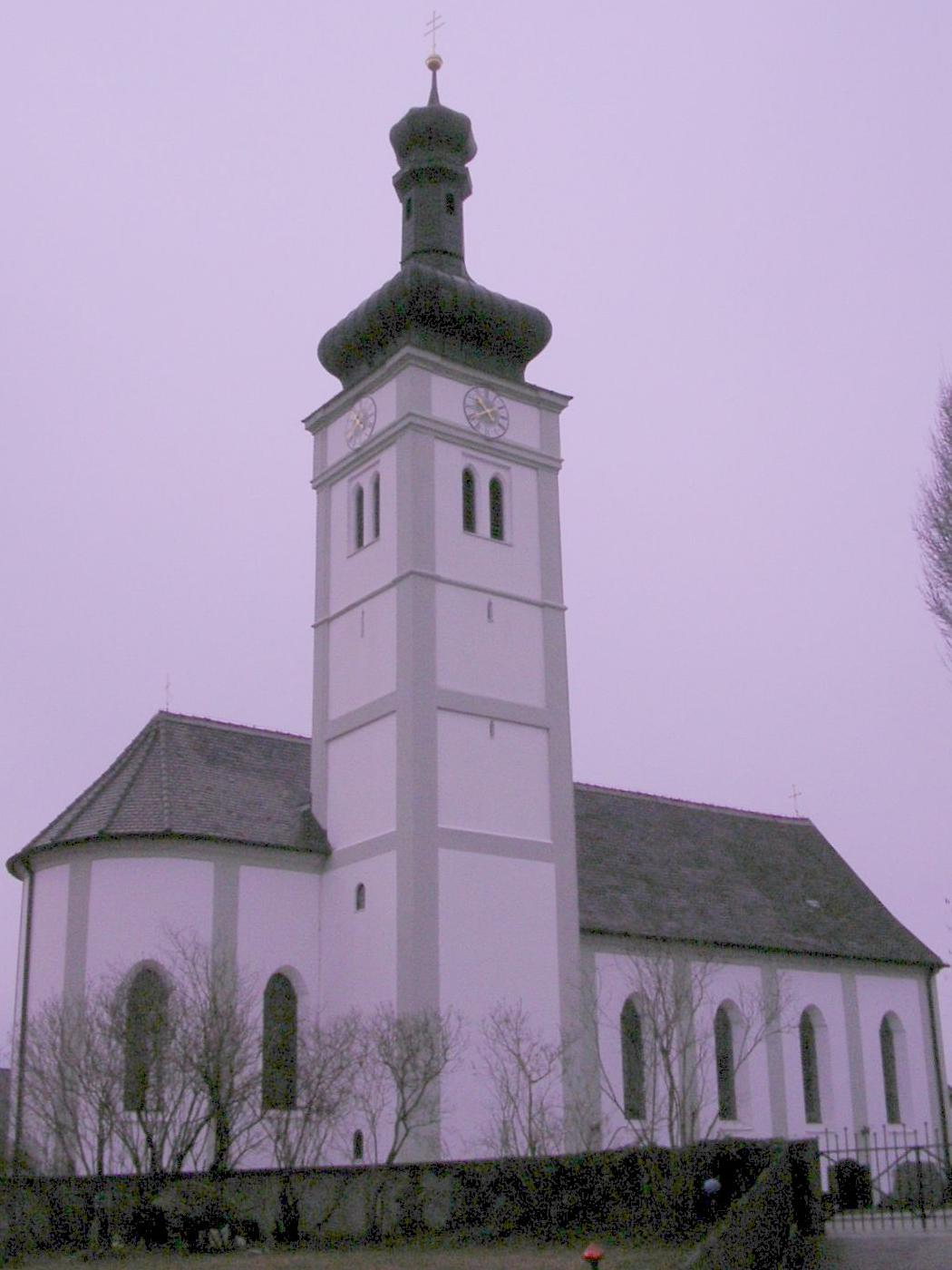